# Aloe canis
Aloe canis ist eine Pflanzenart der Gattung der Aloen in der Unterfamilie der Affodillgewächse (Asphodeloideae). Das Artepitheton canis ehrt Theo Campbell-Barker, der die Art entdeckte. Es leitet sich vom lateinischen Wort canis für ‚Hund‘ ab und ist eine Anspielung auf das Gebell (engl. bark) der Hunde und somit auf den Namen des Entdeckers.

## Beschreibung

### Vegetative Merkmale
Aloe canis wächst stammbildend und in der Regel einzeln. Die aufrechten Stämme erreichen eine Länge von bis zu 250 Zentimeter und sind auf etwa 20 Zentimetern mit den Resten toter Blätter bedeckt. Die aufrecht-ausgebreiteten, lanzettlichen Laubblätter bilden dichte Rosetten. Die Blattspreite ist bis zu etwa 45 Zentimeter lang und 5 bis 7 Zentimeter breit. Auf der dunkelgrün brünierten Blattoberseite befinden sich Nahe der Basis zerstreut einige Flecken. Die Unterseite ist olivgrün und trägt zerstreute Flecken. Die stechenden, braun gespitzten Zähne am Blattrand sind 2 bis 3 Millimeter lang und stehen 15 bis 23 Millimeter voneinander entfernt.

### Blütenstände und Blüten
Der Blütenstand besteht aus drei bis vier Zweigen und erreicht eine Länge von 100 bis 150 Zentimeter. Die zylindrisch-zugespitzten Trauben sind etwa 14 Zentimeter lang und 5 Zentimeter breit. Die dünnen Brakteen weisen eine Länge von 3 bis 4 Millimeter auf. Die zylindrischen, blassrosafarbenen bis scharlachroten Blüten stehen an 10 bis 11 Millimeter langen Blütenstielen. Die Blüten sind 34 Millimeter lang. Auf Höhe des Fruchtknotens weisen die Blüten einen Durchmesser von 5 Millimeter auf. Darüber sind sie leicht verengt und schließlich zur Mündung wieder auf 5 Millimeter erweitert. Ihre äußeren Perigonblätter sind auf einer Länge von 10 Millimetern nicht miteinander verwachsen. Die Staubblätter und der Griffel ragen 4 Millimeter aus der Blüte heraus.

## Systematik und Verbreitung
Aloe canis ist in Malawi im Salima District in offenen Waldland in Höhen von 500 Metern verbreitet.
Die Erstbeschreibung durch Stewart Sedgwick Lane wurde 2001 veröffentlicht.

## Nachweise